# Kalinka
A Kalinka egy világhírű orosz népies dal. Bár sokan népdalnak hiszik, Iván Petrovics Larionov(en) írta 1860-ban. Szaratovban adták elő először.
A kalinka a Калина szó kicsinyítőképzős alakja, jelentése bangita, ami egy bogyótermésű cserje. A szó csak a refrénben fordul elő.

## Kotta és dallam
| Rózsa, de szekfű, de szép tulipán, Szeret engemet egy szőke, de szőke leány! Kimegyek a kertbe, lefekszem aludni, száz éves vén diófa árnyában. Luli, luli, luli, lefekszem aludni, száz éves vén diófa árnyában. Rózsa, de szekfű, de szép tulipán, Szeret engemet egy szőke, de szőke leány! Fehér liliomszál, ha az enyém volnál, jobb dógom vón' a a szolgabírónál. Luli, luli, luli, lili-liliomszál, jobb dógom vón' a szolgabírónál. Rózsa, de szekfű, de szép tulipán, Szeret engemet egy szőke, de szőke leány! Feleségül veszlek még ezen a nyáron, meglátod, te leszel az én párom. Luli, luli, luli, ladi-ladilárom, meglátod te leszel az én párom. Rózsa, de szekfű, de szép tulipán, Szeret engemet egy szőke, de szőke leány! | Калинка, калинка, калинка моя! В саду ягода малинка, малинка моя! Ах, под сосною, под зелёною, Спать положите вы меня! Ай-люли, люли, ай-люли, люли, Спать положите вы меня. Калинка, калинка, калинка моя! В саду ягода малинка, малинка моя! Ах, сосёнушка ты зелёная, Не шуми же надо мной! Ай-люли, люли, ай-люли, люли, Не шуми же надо мной! Калинка, калинка, калинка моя! В саду ягода малинка, малинка моя! Ах, красавица, душа-девица, Полюби же ты меня! Ай-люли, люли, ай-люли, люли, Полюби же ты меня! Калинка, калинка, калинка моя! В саду ягода малинка, малинка моя! |

## Felvételek
- Iván Petrovics Larionov(en):  Kalinka. Vadin Ananyev és az Alekszandrov-kórus  YouTube (2013. november 30.)  (Hozzáférés: 2017. május 3.) (videó) Még ők is azt hiszik, hogy népdal.
- Iván Petrovics Larionov(en):  Kalinka dance. YouTube (2013. március 8.)  (Hozzáférés: 2017. május 3.) (videó)
- Iván Petrovics Larionov(en):  Kalinka. Marina Devjatova  YouTube (2012. december 30.)  (Hozzáférés: 2017. május 3.) (videó)
- Russian Folk Music-Kalinka. YouTube (2011. február 10.)  (Hozzáférés: 2017. május 3.) (audió) Ő is azt hiszi, hogy népdal. balalajka
- Kalinka. Alexander Zlatkovski  YouTube (2009. augusztus 13.)  (Hozzáférés: 2017. május 3.) (videó) zongora